# Maya oder das Wunder des Lebens
Maya oder das Wunder des Lebens ist ein philosophischer Roman des norwegischen Autors Jostein Gaarder aus dem Jahre 1999. 

## Inhalt
Der norwegische Paläontologe Frank reist durch Ozeanien, um zu forschen und um Abstand von der schmerzlichen Trennung von seiner Frau zu gewinnen. Die Geschichte beginnt mit einem Streichholzschachtelflug nach Taveuni, der Fidji-Insel an der Datumsgrenze, wo Frank drei Nächte in einer kleinen Ferienanlage verbringt. Während seines Aufenthaltes führt er mit einem Gecko namens Gordon philosophische Gespräche über den Sinn des Lebens und der Menschheit. Die Abende werden mit dem Austausch verschiedener Weltanschauungen und weiteren philosophischen Diskussionen verbracht. Mit einem spanischen Paar, bei dem ihm die Frau bekannt vorkommt, obwohl er nicht weiß woher, verbringt er einige Zeit im Resort und hört immer wieder heimlich zu, wenn sie rätselhafte spanische Verse vor sich hinmurmeln. Im Laufe des Buches findet Frank heraus, wo er Ana, die spanische Flamenco-Tänzerin, schon einmal gesehen hat. Daraufhin wird eine phantastische und zugleich philosophische Legende erzählt.
Die ganze Geschichte ist ein Brief, den Frank an seine Frau geschrieben hat und auch einem englischen Schriftsteller zur Verfügung stellte. Aber eigentlich hat sich der Schriftsteller, der auch auf Taveuni war und die Protagonisten aus dem Brief kennt, die Geschichte nur ausgedacht. Am Ende des Buches trifft er Frank in Spanien, und für den Leser stellt sich wieder die Frage, was jetzt wirklich ist und was nicht. 
Interessant ist am Ende des Briefes die Anspielung auf Das Kartengeheimnis, in dem es um die Frage „Was ist die Ursache und was ist die Wirkung?“ geht.

## Übersetzungen
Das Buch wurde in elf verschiedene Sprachen übersetzt:
- Arabisch
- Deutsch
- Griechisch
- Französisch
- Englisch
- Niederländisch
- Polnisch
- Portugiesisch
- Spanisch
- Türkisch
- Latein

## Buchausgaben
- Jostein Gaarder: Maya oder das Wunder des Lebens. dtv, München 2002, ISBN 3-423-13002-4